# Шуріярві
Шуріярві, або Південне Велике  - прісноводне озеро на території Амбарського сільського поселення Лоухського району Республіки Карелії.

## Загальні відомості
Площа озера – 5,2 км², площа водозбірного басейну – 44,3 км²  . Розташовується на висоті 163,2 метра над рівнем моря.
Форма озера лопатева, витягнута: воно більш ніж на чотири кілометри витягнуте із північного заходу на південний схід. Береги порізані, кам'яно-піщані, місцями заболочені.
Із затоки на півдні озера витікає річка Шурійокі, що впадає у Валазреку, яка, і собі, впадає в Топозеро. Ближче до східного берега розташовані шість невеликих островів без назви. Населені пункти та автодороги поблизу водоймища відсутні.
Код об'єкта в державному водному реєстрі - 02020000411102000000384  .

## додаткова література
- А. Г. Виноградов, С. В. Жарникова. Наименования рек и озёр Русского Севера. — С. 85.